# Lechea
- Commons
- Wikispecies

Lechea L. é um género botânico pertencente à família Cistaceae.

## Principais espécies
- Lechea intermedia
- Lechea leggettii
- Lechea minor
- Lechea mucronata
- Lechea racemulosa
- Lechea san-sabeana
- Lechea tenuifolia
- Lechea villosa

## Classificação do gênero
| Sistema | Classificação                    | Referência               |
| ------- | -------------------------------- | ------------------------ |
| Linné   | Classe Triandria, ordem Trigynia | Species plantarum (1753) |